# Wolf Hilbertz
Wolf Hartmut Hilbertz (né le 16 avril 1938, mort le 11 août 2007) est un architecte, chercheur et enseignant, parfois qualifié d'architecte "futuriste", né en Allemagne et ayant vécu aux États-Unis, qui s'est intéressé à l'architecture du futur, aux biomatériaux, à la construction sous-marine de récifs et aux sciences de la mer.

## Jeunesse et scolarité
Wolf Hilbertz est né à Gütersloh, Allemagne en 1938, premier enfant de Rudolf Hilbertz (né en 1909, mort en 1995) et de Erna Hilbertz (née Uslat en 1906). Son père avait une pensée artistique et inventive (imaginant par exemple l'un des premiers rasoirs électriques). Son père aurait aimé devenir artiste, mais a été contraint à commencer à travailler dans une banque. Sa mère était enseignante.
Après la naissance de Wolf, la famille s'installe à Aussig (Ústí nad LabemÚstí nad Labem) en République tchèque. Lorsque la Seconde Guerre mondiale éclate, son père, volontaire pour la Wehrmacht devient membre d'un commando des forces spéciales les Brandenburgers[réf. nécessaire].
Wolf a une sœur (Uta) en pleine guerre, en 1940. Quatre ans plus tard, son père est grièvement blessé en Grèce. Alors que le régime nazi s'effondre, sa famille fuit ensuite l'Armée rouge vers l'ouest en 1945. En tant que réfugiés de guerre, lui et sa famille s'installent à Detmold (Allemagne) en 1946.
Il rejoint l'école secondaire (Gymnasium) sans terminer ce cursus, ce qui aurait dû normalement l'empêcher d'entrer dans une université allemande. Toutefois, après avoir terminé son service militaire obligatoire, il est allé à Berlin en 1959 où il obtient (via un examen) une équivalence d'études secondaires, ce qui lui permet d'entrer à l'Université des arts de Berlin (Universität der Künste Berlin), où il étudie l'architecture.
Il épouse sa femme en 1961 à Berlin où il obtient son diplôme d'architecture en 1965. Il émigre ensuite à New York avec sa famille en juillet 1965, avant (en 1966) de déménager à Ann Arbor, dans le Michigan, où il obtient sa maîtrise d'architecture à l'Université du Michigan en 1967.

## Carrière
Hilbertz travaille comme architecte à Berlin, puis à New York, et Détroit.
Son premier poste d'enseignant lui est accordé en 1967 en tant que professeur adjoint à Université du Sud à Bâton-Rouge (Louisiane).
Après plusieurs années, il a conçu et publié le concept de Cybertecture. En 1970, il est membre du corps professoral de l'École d'architecture de l'Université du Texas ainsi que de plusieurs autres très innovantes par de nouveaux professeurs-doyen puis Alan Y. Taniguchi (1969-1972).
À l'Université du Texas, il fonde le "Responsive Environments Laboratory", où lui et ses étudiants développent et étendent sa réflexion sur la création "automatisée" (automated creation en anglais) de l'environnement bâti.
Peu de temps après, il est titularisé comme professeur. Après plusieurs années, le laboratoire se concentre sur l'idée de copier des processus naturels pour construire des structures sous l'eau, comme le font les coraux
Le matériau est depuis connu sous le nom de seacrete ou de Biorock.
Hilbertz et Nicholas Negroponte se sont dans cet esprit mutuellement influencés.
Son cursus universitaire comme enseignant-chercheur a inclus des universités aussi diverses que l' (Université McGill, l'Université des Arts de Brême, et l'Université du Texas, où il a également travaillé comme chercheur en sciences de la mer. Il a fondé un laboratoire sur les processus symbiotiques (Symbiotic Processes Laboratory). Hilbertz a cofondé et dirigé "The Marine Resources Co", "Biorock Inc", et a été Vice-Président chargé de la recherche au sein du "Global Coral Reef Alliance". Il a aussi fondé et présidé l'ONG " Sun & Sea e.V "

## Publication
Il a publié de nombreux ouvrages et articles sur sa Recherche et développement et largement enseigné dans les Amériques, en Europe et en Asie, via notamment des ateliers pratiques.
Son travail a été exposé sur plusieurs continents.
Il a déposé plusieurs brevets (mondiaux ou pour les États-Unis, avec le Dr. Thomas Goreau (en) pour ceux qui ont le plus grand intérêt écologique).

## Récompenses
En 1998, Goreau et Thomas reçoivent le prix « Theodore M. Sperry Award » pour leurs travaux de pionniers et innovateurs, et le premier prix de la Society for Ecological Restoration.
 
Hilbertz a jeté les bases de la discipline dite " Cybertecture", a étudié les systèmes écologiques émergents, auto-évoluants et résilients. Il a inventé et perfectionné avec Goreau un processus d'accumulation de minéraux dans l'eau de mer aboutissement au procédé Biorock testé en Jamaïque. Le duo a posé les bases et le cadre d'une nouvelle profession : architecture et paysagement sous-marin, discipline sœur ou fille du Landscape Architecture bien connu dans les pays anglosaxons.
Hilbertz a ensuite passé beaucoup de temps à installer, entretenir et surveiller divers projets dans de nombreux pays, toujours avec son ami et partenaire de vingt ans, Tom Goreau, et avec l'aide de nombreux collaborateurs, étudiants et bénévoles, travaillant notamment sur la restauration de récifs coralliens, la conservation d'habitats pour les poissons, la mariculture et la lutte contre l'érosion.
Dans la mesure du possible, il travaillait avec les administrations et/ou avec la participation des communautés locales.
Ses travaux sur la production de matériaux de construction, métaux ou composants minéraux ou gazeux de l'eau de mer provenant directement ou indirectement de la conversion de l'énergie solaire, l'utilisation durable de saumure, et le projet de l'Autopia Saya initié en 1997 (île semi-artificielle construite dans l'Océan Indien avec et par les coraux) selon les principes d'une " seacology " ont été après sa mort portés par son partenaire Thomas Goreau.

## Mort et famille
Un problème initialement diagnostiqué comme maux d'estomac au printemps et en été de 2007, est finalement diagnostiqué comme cancer du poumon fin juillet. Il meurt le 11 août 2007 à Munich. laissant sa mère, une sœur, son épouse et ses deux ex-épouses et cinq enfants, deux fils et trois filles. Son urne funéaire est enterré dans le cimetière "Städtischer Friedhof Wilmersdorf" à Berlin.

## Publications
- Toward Cybertecture, in: Progressive Architecture, mai 1970
- Marine architecture: an alternative, in: Arch. Sci. Rev., 1976
- Mineral accretion technology: applications for architecture and aquaculture with D. Fletcher und C. Krausse, Industrial Forum, 1977
- Building Environments That Grow, in: The Futurist (June 1977): 148-49
- Electrodeposition of Minerals in Sea Water: Experiments and Applications, in: IEEE Journal on Oceanic Engineering, Vol. OE-4, No. 3, p. 94–113, 1979
- Solar-generated construction material from sea water to mitigate global warming, in: Building Research & Information, Volume 19, Issue 4 July 1991, pages 242 - 255
- Solar-generated building material from seawater as a sink for carbon, Ambio 1992